# Kelley Eskridge

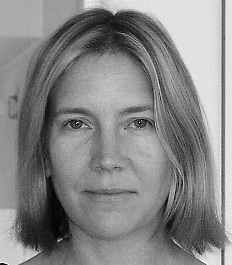
Kelley Eskridge

Kelley Eskridge (geboren 1960 in Florida) ist eine amerikanische Autorin, Drehbuchautorin und Schreibtrainerin.

## Leben
Eskridge studierte an der Northwestern University und der University of South Florida, wo sie den Bachelor in Theaterwissenschaften erhielt.
Im Jahr 1988 besuchte sie den Clarion Science Fiction Writers’ Workshop, wo sie ihre Partnerin Nicola Griffith kennenlernte. Eskridge hat einen Roman und mehrere Kurzgeschichten und Essays publiziert. Ihre Kurzgeschichte And Salome Danced wurde mit dem Astraea Prize ausgezeichnet und war 1995 für den James Tiptree, Jr Award nominiert. Ihre Kurzgeschichte Alien Jane war 1995 Finalist des Nebula Short Story Award. Alien Jane wurde fürs Fernsehen adaptiert.
Ihr erster Roman Solitaire erschien 2002 bei HarperCollins Es war ein New York Times Notable Book, wurde in  „Borders Books Original Voices“ ausgewählt, und war Finalist für den Nebula, Endeavour und den Gaylactic Spectrum Award. 2017 erschien der auf Solitaire basierende Film OtherLife, für den sie zusammen mit Gregory Widen und Ben C. Lucas das Drehbuch schrieb.
Eskridges erste Sammlung von Kurzgeschichten, Dangerous Space, erschien 2007; die titelgebende Kurzgeschichte Dangerous Space war 2009 Nebula Award Finalist.
Bevor Eskridge hauptberuflich Autorin, Drehbuchautorin und Schreibtrainerin wurde, arbeitete sie unter anderem für Wizards of the Coast. Sie ist Vorstandsvorsitzende des „Clarion West Writers Workshops“. Sie lebt mit ihrer Frau Nicola Griffith in Seattle.

## Bibliographie
- The Hum of Human Cities. (1990). Pulphouse: A Hardback Magazine. Band 9.
- Somewhere Down the Diamondback Road. (1993). Pulphouse: A Hardback Magazine. Nr. 15.
- Strings. (Februar 1994). The Magazine of Fantasy & Science Fiction.
- And Salome Danced. (1994). Little Deaths, Ellen Datlow, ed.  UK: Orion.
- Alien Jane. (1995). Century Magazine. Band 1.
- The Eye of the Storm. (1998). Sirens and Other Daemon Lovers. Ellen Datlow, ed. USA: HarperPrism.
- Identity and Desire. (Essay, 1999). Women of Other Worlds. Tess Williams and Helen Merrick, eds. Australia: University of Western Australia Press.
- Solitaire (2002, 2004).  USA: HarperCollins Eos, September 2002 (hc), Februar 2004 (tp).
- As We Mean to Go On. with Nicola Griffith (essay, 2005). Bookmark Now: Writing in Unreaderly Times. Kevin Smokler, ed. USA: Basic Books.
- Dangerous Space. (collection, 2007). USA: Aqueduct Press.
- Solitaire. (2011). Small Beer Press; Reprint edition
- Eye of the Storm. (2012). Beyond Binary. Brit Mandelo, ed. United States Lethe Press